# William Camp (Informatiker)
William Camp (* 5. Juni 1944 in Plattsburgh) ist ein US-amerikanischer Computeringenieur.
Camp studierte am Manhattan College als National Merit Scholar und wurde an der Cornell University in theoretischer und Computer-Physik promoviert. Er war nach seinem Abschluss ab 1970 bei den Sandia National Laboratories, an denen er ab 1988 das Massively Parallel Computing Research Lab (MPCRL) aufbaute. Camp entwickelte dort Techniken für massive Parallelrechner (MPP). Das wurde unter anderem mit der ersten Verleihung des Gordon Bell Prize ausgezeichnet. Schließlich mündete dies in das Projekt Red Storm, entwickelt und 2000 patentiert von Camp mit Jim Tomkins. Realisiert wurden die Ideen in Zusammenarbeit mit dem Supercomputerhersteller Cray, was zur Cray T3D, T3E und Cray XT3 (und die weiteren Computer der XT Serie bei Cray) führte. Camp selbst war im Design-Team des T3E bei Cray, während er von Sandia Lab beurlaubt war. Danach kehrte er zu Sandia Lab zurück und leitete dort die staatliche Supercomputer-Initiative ASCI (Accelerated Strategic Computing Initiative), die der Simulation für die Pflege des US-amerikanischen Nuklearwaffenarsenals diente, und die Forschung und Entwicklung in Informatik und Mathematik (Direktor für Computer, Information und Mathematik bis 2006).
Er leitete bei Sandia die Entwicklung des ersten MPP mit über 1000 Prozessoreinheiten, den ersten MPP der die Top500 anführte (Intel Paragon, da in Zusammenarbeit mit Intel), den ersten Tera-Skala Computer (ASCI Red, 1996) und das erste Tera-Skala Cluster, das auf einer Supercomputer-Umgebung beruhte (CPlant). Mit CPlant war er ein Pionier für große skalierbare Linux-Cluster als Supercomputer. 2006 wurde er Chefarchitekt für Supercomputer bei Intel, bei denen er die Entwicklung von Exascale-Rechnern leitete, das heißt solchen mit Leistungen im Exa-FLOP Bereich. Er war an der Einrichtung von Gemeinschaftslabors von Intel mit europäischen Partnern für den Exascale Bereich beteiligt. 2011 ging er in den Ruhestand bei Intel. Ende der 2010er Jahre berät er im Bereich Post-Exascale-Rechner.
2016 erhielt er den Seymour Cray Computer Engineering Award für seine visionäre Führungsrolle im Red Storm Project und seine jahrzehntelange Führungsrolle in der HPC-Gemeinschaft (Laudatio).
1964 bis 1971 war er mit  Barbara LaVigne verheiratet, mit der er eine Tochter hat. 1973 heiratete er Terry Sue (NaVeaux) Camp, mit der er zwei Töchter hat. Er wohnt in Cedar Crest (New Mexico) und hat ein Sommerhaus in Lake Champlain in Peru (New York).
Er ist Fellow der American Physical Society und des IEEE. Er hält Patente auf wichtige Supercomputer-Designs.